# Para para
Para para (jap. パラパラ; również para-para lub parapara) – japoński styl solowego tańca klubowego, powstały około 1970, oparty na przewidzianych do konkretnych utworów konkretnych układach rytmiczno-ruchowych przypominających artystyczny taniec synchroniczny, wykonywany jednocześnie przez całą publiczność w salach klubowych.
Układy para para najczęściej przygotowywane są do szybkich i rytmicznych utworów stylu happy hardcore lub eurobeat, rzadziej trance.
Wśród stosowanych w układach zestawach ruchów dominują przede wszystkim ruchy rąk, głowy i górnych partii ciała; ruchy nóg zazwyczaj ograniczone są do rytmicznego przestępowania z nogi na nogę czy kołysania biodrami.